# Roosevelt Island
Roosevelt Island (vroeger ook Welfare Island en daarvoor Blackwell's Island) is een klein eiland in de rivier East River in New York. Het ligt tussen het eiland Manhattan en het stadsdeel Queens en behoort bestuurlijk bij het stadsdeel Manhattan.
In 1637 kochten de Nederlanders het eiland van de indianen en noemden het Varckenseilandt.
Roosevelt Island is ongeveer 3 kilometer lang en maximaal 240 meter breed. Het heeft rond de 14.000 inwoners (2016).
Het eiland is bereikbaar via de Roosevelt Island Bridge, metrostation Roosevelt Island en de Roosevelt Island Tramway, een gondelbaan die ter hoogte van de Queensboro Bridge het eiland met Manhattan verbindt.

## Bekende gebouwen
- Blackwell House: houten huis gebouwd in 1796
- Chapel of the Good Shepherd: kapel gebouwd in 1889, in gebruik als wijkcentrum
- Pokkenhospitaal: eerste Amerikaanse ziekenhuis dat patiënten met pokken behandelde, gesloten eind negentiende eeuw
- Vuurtoren: gebouwd in 1872 door gevangenen
- Octagon: voormalig krankzinnigengesticht met achthoekige toren
- Strecker-laboratorium: voormalig laboratorium waar pathologisch onderzoek en research naar bacteriën werd verricht.[2]

## Afbeeldingen
|  |  |
|  |  |

- Library of Congress Control Number: sh93007092
- National Archives and Records Administration: 10044077
- Nationale Bibliotheek van Israël: 987007541977605171
- Virtual International Authority File: 134105324